# Sandown (Glücksspiel)
Sandown ist ein rouletteähnliches Glücksspiel, das nach dem berühmten Pferderennplatz Sandown Park im Süden von London benannt ist, es wurde von der Londoner Firma F. H. Ayres vertrieben.

## Spielablauf

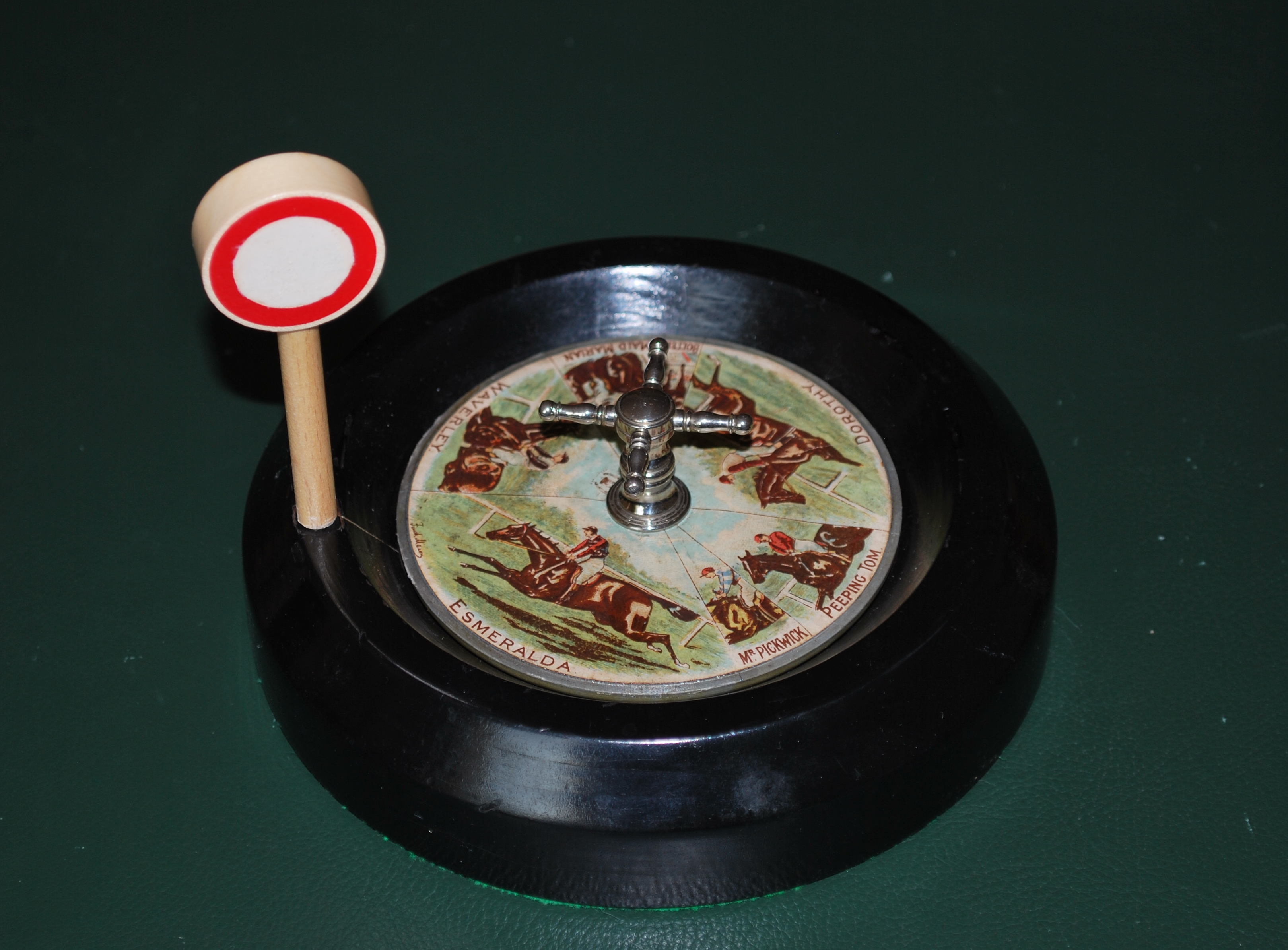
Das gewinnende Pferd – hier: Esmeralda – wird durch den Winning post (Zielpfosten) am Rand des Zylinders angezeigt.

Zum Spiel gehört ein Einsatzfeld (Tableau), auf dem die Wettmöglichkeiten eingezeichnet sind, und ein einem Roulettezylinder ähnliches Gerät. Die gewinnende Chance wird aber nicht durch den Wurf einer Kugel, sondern lediglich durch die Drehung des Zylinders bestimmt. Die Drehscheibe ist in unterschiedlich große Sektoren eingeteilt, woraus sich die verschieden hohen  Gewinnwahrscheinlichkeiten ergeben.

## Die Setzmöglichkeiten

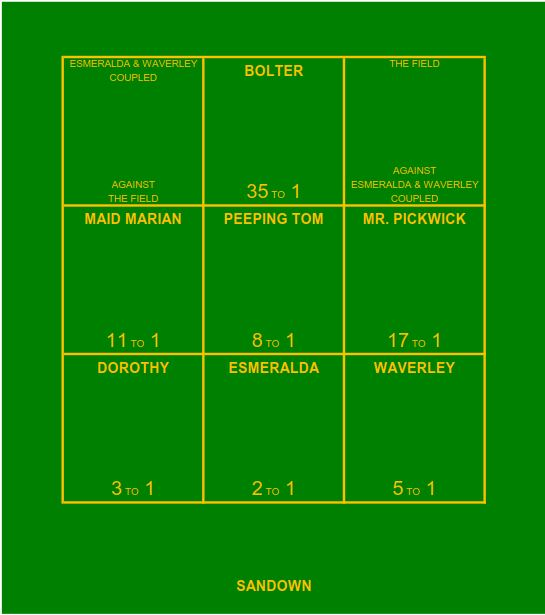
Tableau für die Einsätze

Die Spieler setzen auf die von ihnen favorisierten „Pferde“. Sind die Einsätze gemacht, setzt der Bankhalter die Drehscheibe in Bewegung, sobald sie zum Stillstand kommt, wird der Sieger bekanntgegeben, die verlierenden Einsätze werden eingezogen und die Gewinne ausbezahlt.
Folgende Pferde nehmen am „Rennen“ teil, die Gewinnquoten sind jeweils Nettoquoten, d. h.
| Pferd        | Wahrscheinlichkeit | Gewinnquote |
| ------------ | ------------------ | ----------- |
| Esmeralda    | 12/37              | 2 : 1       |
| Dorothy      | 9/37               | 3 : 1       |
| Waverley     | 6/37               | 5 : 1       |
| Peeping Tom  | 4/37               | 8 : 1       |
| Maid Marian  | 3/37               | 11 : 1      |
| Mr. Pickwick | 2/37               | 17 : 1      |
| Bolter       | 1/37               | 35 : 1      |

Beispiel: Setzt etwa ein Spieler £5 auf Esmeralda, so gewinnt er mit Wahrscheinlichkeit 12/37 und erhält im Gewinnfall zusätzlich zu seinem Einsatz von £5 einen Gewinn im Verhältnis 2:1 ausbezahlt, also £10; er erhält also insgesamt £15 retour.
Darüber hinaus gibt es noch zwei weitere einfache Chancen, nämlich
- Esmeralda & Waverley coupled against the Field

Diese Chance gewinnt, wenn entweder Esmeralda oder Waverley siegen, die Gewinnwahrscheinlichkeit beträgt 18/37.
- The Field against Esmeralda & Waverley coupled

ist die entgegengesetzte Chance, die Gewinnwahrscheinlichkeit beträgt 19/37.

## Totes Rennen
Sollte die Drehscheibe so zum Stillstand kommen, dass der Zeiger exakt auf eine Trennlinie zwischen zwei Sektoren weist, so gilt das als totes Rennen und es wird genau so verfahren, wie es in diesem Fall bei Buchmacherwetten üblich ist, d. h. die Gesamtauszahlung wird halbiert. Setzt jemand etwa wie im obigen Beispiel £5 auf Esmeralda und weist der Zeiger exakt auf die Trennlinie zwischen Esmeralda und einem benachbarten Sektor, so erhält er anstelle von £15 nur £7.50 zurück.

## Bankvorteil
Bei allen Wetten ausgenommen die Wette The Field against Esmeralda & Waverley coupled ist die Bank mit 1/37 = 2,70 % gegenüber den Spielern im Vorteil. Bei der Wette The Field against Esmeralda & Waverley coupled ist jedoch der Spieler im Vorteil (mit ebendiesen 2,7 %).